# 港文館
港文館（こうぶんかん）は、北海道釧路市にある港湾休憩所および歌人石川啄木の資料を展示する文学館である。

## 概要
館建物は1908年（明治41年）に竣工し1965年（昭和40年）に解体された旧釧路新聞社（現北海道新聞社）の煉瓦造りの社屋を1993年（平成5年）に大町地区港湾休憩所として復元したものである。明治41年竣工の年に石川啄木が釧路新聞社の記者として勤めていた所縁から、当時応接室と編集室があった館の2階に「啄木資料室」が設けられ釧路新聞社提供の関連資料が展示されている。社屋時代事務室、宿直室、工場があった1階は喫茶室と売店が設けられ、玄関外の脇には石川啄木の銅像が建立された。
館では、釧路市内に建つ26基の「啄木歌碑巡り」などのイベントを定期的に主催している。
　

## 利用情報
- 開館時間 - 10：00～18：00（5月から10月）、10：00～17：00（11月から4月）
- 休館日 - 月曜日、12/31～1/3
- 入館無料

## 周辺
- 幣舞橋
- 釧路市立美術館
- 釧路フィッシャーマンズワーフMOO（対岸）